# Szőke István (labdarúgó, 1950)
Szőke István (Bázakerettye, 1950. november 18. –) labdarúgó, csatár.

## Pályafutása
A Vasas csapatában mutatkozott az élvonalban 1972. június 4-én a Haladás ellen, ahol csapata 5–2-re győzött. 1972 és 1977 között 65 bajnoki mérkőzésen szerepelt angyalföldi színekben. Egyszer bajnok, bronzérmes és magyar kupa-győztes lett a csapattal.
1977 őszén a Zalaegerszegi TE csapatában szerepelt és négy élvonalbeli mérkőzésen lépett pályára. Utolsó mérkőzésen az Újpesti Dózsától 6–0-ra kapott ki csapata.

## Sikerei, díjai
- Magyar bajnokság
  - bajnok: 1976–77
  - 3.: 1972–73
- Magyar kupa (MNK)
  - győztes: 1973